# N. Lee Wood
N. Lee Wood, née le 15 novembre 1955 à Hartford, Connecticut, est un écrivain américain de science-fiction et de fantasy. Elle a été l'épouse de Norman Spinrad de 1990 à 2005.

## Biographie
N. Lee Wood est titulaire d'une maîtrise en Littérature anglaise de l'Open University of Great Britain. Elle est une ancienne élève du Clarion West (ou Clarion West Writers Workshop, une organisation littéraire à but non lucratif qui organise chaque été des cours et des ateliers).
Infatigable voyageuse, elle a vécu en Grande-Bretagne, France, Australie et Nouvelle-Zélande où elle réside désormais.
Elle a été naturalisée citoyenne de la Nouvelle-Zélande en novembre 2020.

## Œuvres

### Romans
- Le Gardien de l'ange, Flammarion, coll. Imagine, no 10, 2000 ((en) Looking for the Mahdi, Ace Books, 1996), trad. Pierre-Paul Durastanti  (ISBN 2-08-067875-2)
- (en) Faraday's Orphans, Gollancz, 1996
- (en) Bloodrights, Ace Books, 1999
- (en) Master of None, Aspect / Warner Books, 2004